# Italiens Grand Prix 2002
Italiens Grand Prix 2002 var det femtonde av 17 lopp ingående i formel 1-VM 2002.

## Resultat
1. Rubens Barrichello, Ferrari, 10 poäng
2. Michael Schumacher, Ferrari, 6
3. Eddie Irvine, Jaguar-Cosworth, 4
4. Jarno Trulli, Renault, 3
5. Jenson Button, Renault, 2
6. Olivier Panis, BAR-Honda, 1
7. David Coulthard, McLaren-Mercedes
8. Giancarlo Fisichella, Jordan-Honda
9. Jacques Villeneuve, BAR-Honda
10. Nick Heidfeld, Sauber-Petronas
11. Mika Salo, Toyota
12. Takuma Sato, Jordan-Honda
13. Alex Yoong, Minardi-Asiatech

### Förare som bröt loppet
- Juan Pablo Montoya, Williams-BMW (varv 33, chassiskada)
- Kimi Räikkönen, McLaren-Mercedes (29, motor)
- Mark Webber, Minardi-Asiatech (20, tändning)
- Felipe Massa, Sauber-Petronas (16, kollision)
- Pedro de la Rosa, Jaguar-Cosworth (15, kollision)
- Allan McNish, Toyota (12, upphängning)
- Ralf Schumacher, Williams-BMW (4, motor)

## VM-ställning
| Förarmästerskapet 1. Michael Schumacher, Ferrari, 128 2. Rubens Barrichello, Ferrari, 61 3. Juan Pablo Montoya, Williams-BMW, 44 | Konstruktörsmästerskapet 1. Ferrari, 189 2. Williams-BMW, 86 3. McLaren-Mercedes, 57 |